# Tusi

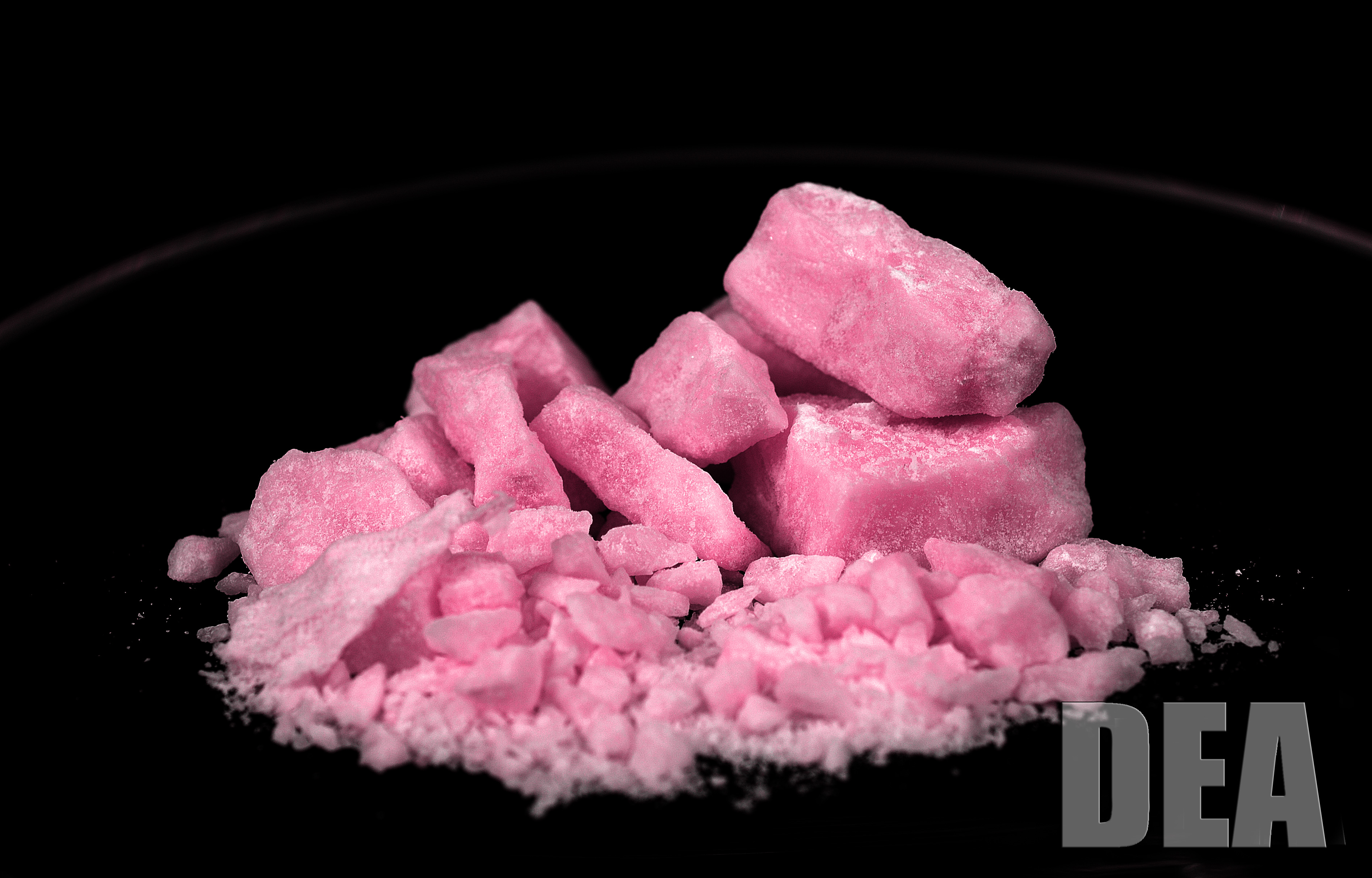
Metanfetamina rosa teñida con colorante alimentario, imitación de «tusi»

Tusi, también escrita como tussi, tusilini, tucibi o falso tusi es una droga recreativa que contiene una mezcla de diferentes sustancias psicoactivas, comúnmente encontrada en forma de polvo teñido de rosa, conocido como cocaína rosa. Se cree que esta droga se originó en América Latina, específicamente en Colombia alrededor de 2018. Estudios de análisis de drogas en América Latina reportan que el tusi es una mezcla de ketamina, MDMA, cocaína, metanfetamina, cafeína, opioides y otras sustancias psicoactivas nuevas.Las fuentes existentes sugieren que no existe una proporción estándar de los fármacos constituyentes en el tusi.
La inclusión de colorantes rosa es un elemento que busca atraer a los consumidores, especialmente a los jóvenes, al ofrecer un aspecto visual llamativo que se asemeja a algo «atractivo» o «festivo».
El tusi no es la misma sustancia psicoactiva que el 2C-B o, más ampliamente, la familia 2C. Según la Oficina de Naciones Unidas contra la Droga y el Delito, a partir de 2022 el tusi no contenía 2C-B en la mayoría de los casos.

## Origen

### América Latina
El tusi fue introducido en Colombia por jóvenes de clase alta de Medellín que lo traían de Europa. En sus inicios, era una droga de élite, mucho más cara que la cocaína. Para facilitar su consumo, se comenzó a mezclar con colorante rosa para alimentos, lo que le dio su nombre y estética característica. Debido a la limitada disponibilidad de 2C-B, los traficantes comenzaron a adulterarlo con cafeína, MDMA y ketamina. Esta mezcla se convirtió en la fórmula estándar, que rara vez contenía 2C-B a partir de ese momento. La producción se expandió por varias ciudades colombianas.
A partir de 2015, el tusi comenzó a exportarse a países como Estados Unidos, Panamá, Ecuador, Perú y Chile. A partir de 2017, el tusi se democratizó y su precio se redujo significativamente, esto atrajo a consumidores de clase media y baja.
Para mediados de 2022, esta droga ya se había popularizado en varios países de Latinoamérica, incluyendo Chile, Argentina, Uruguay, Panamá, México, Costa Rica, Venezuela, Perú, Bolivia y Paraguay.

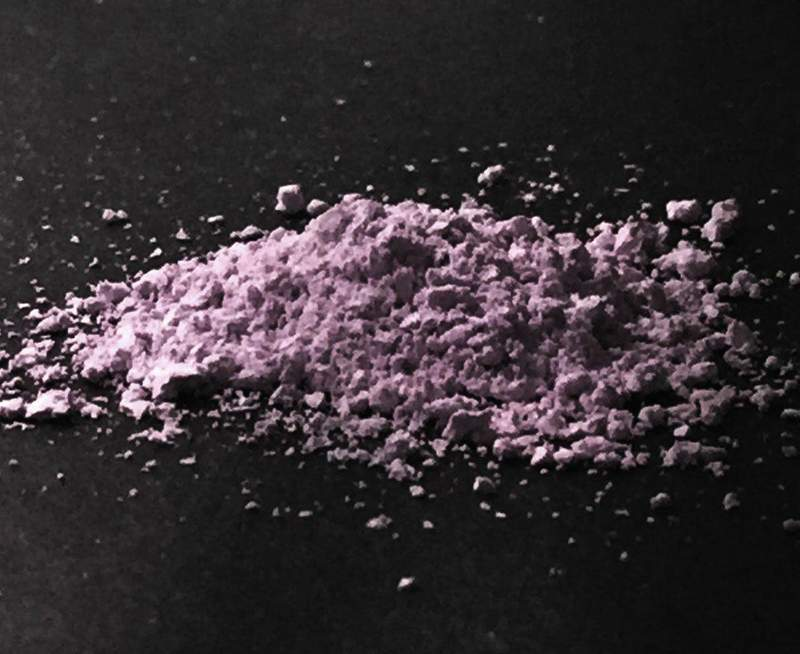
Polvo de 2C-B.

### Europa
La popularidad del tusi en España comenzó durante las fiestas nocturnas que se reanudaron tras las restricciones de la pandemia. Este contexto creó un entorno propicio para el consumo de drogas recreativas, en el que el tusi se convirtió en una opción atractiva por su apariencia y efectos percibidos. El uso recreativo del tusi se expandió enormemente en zonas turísticas como Valencia, Marbella o Ibiza.En algunas zonas, adquirió el nombre de «droga chic».

### Estados Unidos
Las autoridades de la ciudad de Nueva York reportan que las muestras analizadas en laboratorio tienen muy poca o casi nada de cocaína. Se afirma que hay un número récord de sobredosis y que no hay forma de saber exactamente qué ingredientes contiene la cocaína rosa.Debido a que la droga generalmente contiene una mezcla de estimulantes y depresores, a veces se la llama «speedball».

## Efectos

### Efectos comunes
Los efectos del tusi son variados y dependen de la mezcla específica de sustancias en cada dosis. Similar al éxtasis, el tusi puede provocar una intensa sensación de felicidad y un incremento en la energía, lo que lo hace popular en fiestas electrónicas.Además, pueden inducir cambios súbitos en el estado de ánimo, desde euforia hasta ansiedad y paranoia.
Diversas fuentes afirman que su duración varía entre 30 minutos y hasta un máximo de 8 horas. 

#### Riesgos
Con el uso repetido, los consumidores pueden desarrollar tolerancia, lo que lleva a un aumento en la dosis consumida y a un mayor riesgo de efectos adversos severos.Estos pueden incluir convulsiones, arritmias cardíacas, aumento de la presión arterial y riesgo de infarto. En casos extremos, el consumo excesivo puede resultar en síndrome toxicológico simpaticomimético, que puede ser fatal. 
Además de la ansiedad y paranoia, el consumo de esta droga puede provocar episodios psicóticos y flashbacks, en el que el consumidor revive los efectos de la droga mucho tiempo después de su consumo. 